# اوتو همل
اوتو همل (چکی: Otto Hemele؛ ۲۲ ژانویهٔ ۱۹۲۶ – ۳۱ مهٔ ۲۰۰۱) یک بازیکن فوتبال اهل جمهوری چک بود.

## باشگاهی
از باشگاه‌هایی که در آن بازی کرده‌است می‌توان به باشگاه فوتبال اسلاویا پراگ و دوکلا پراگ اشاره کرد.

## تیم ملی
وی سابقه ۱۰ بازی برای تیم ملی فوتبال چکسلواکی در کارنامه دارد.